# The Kids Are Alright (nummer)
"The Kids Are Alright" is een nummer van de Britse rockband The Who. Het nummer werd geschreven door de songwriter-gitarist Pete Townshend. Het is te beluisteren als nummer zeven op The Who's eerste plaat, genaamd "My Generation" uit 1965. Ondanks de weinig geëngageerde tekst van het lied, over een jongen die zijn jaloezie onderdrukt en zijn vriendin met andere jongens laat dansen, zou "The Kids Are Alright", samen met de titelsong van het album, een iconisch nummer worden voor de Mod-levensstijl in Engeland in de jaren zestig van de twintigste eeuw. Mede hierom werd de titel van het nummer gekozen als titel van de rockumentaire over de band, die in 1979 uitkwam.
Het couplet bestaat uit drie akkoorden in de volgorde I-IV-V in de toonsoort D-groot. Het refrein daarentegen, gebruikt een volgorde van ii-V-IV-I(6)-II. Er wordt gezegd dat Townshend een stuk van Henry Purcell op de piano hoorde, waarna hij de melodie ging herbewerken en een harmonie trachtte te zoeken voor het refrein van het nummer.
Het nummer werd later nog gecoverd door de bands Goldfinger, Green Day en Pearl Jam.
In huidige optredens van de band, voegt The Who een extra sectie toe aan het einde van The Kids Are Alright, waarvan de tekst gedeeltelijk geïmproviseerd wordt. Dit is onder andere te horen en te zien op de cd/dvd Live at The Royal Albert Hall.